# 和洋女子大学短期大学部
和洋女子大学短期大学部（日语：／ Wayō Joshi Daigaku Tanki Daigakubu *）是过去一所位于日本千叶县市川市的私立短期大学，前身是和洋女子短期大学（日语：／ Wayō Joshi Tanki Daigaku *）。

## 概要

### 简介
- 和洋女子大學于1897年成立[1]，短期大学部則于1950年开办[1][2]，由学校法人和洋学园经营。大學招生到2002年即停止[3]、停办于2006年。

### 历史
- 1950年 和洋女子大学短期大学部成立并同时设置一个学科：家政科。
- 1951年 业余课程家政专修科目成立[4]。
- 1954年 日文科成立[3]。
- 1966年 英文科成立[3]。
- 1974年 改校名为和洋女子短期大学[3]。
- 1998年 家政科改编为两个学科，同年也有两个学科更改了名稱：[3]。
  - 新成立：服饰生活学科
  - 新成立：食物营养学科
  - 更名：日文科→日本文学科
  - 更名：英文科→英语文化学科
- 2002年 最後一年招生，次年停止招生（正式停办是于2006年11月27日[3]）。

### 宪章
- 请参看原和洋女子大学短期大学部的标志（页面存档备份，存于） （日語） 2014年4月27日阅览。

## 学校环境
- 校区：位於千叶县市川市[注 1]

## 组织

### 学科
- 服饰生活学科
- 日本文学科
- 英语文化学科
- 食物营养学科

### 专科
| - 没有 |

### 业余课程
| - 家政专修 |

## 知名校友
- 小川真由美 -　女演员
- 永田ルリ子 - 前小猫俱乐部之一员
- 大泽健 - 女演员
- 阿部美穗子 - 女演员